# 何塞·伊瓦尔
何塞·伊瓦尔（西班牙語：José Ibar，1969年5月4日—），古巴男子棒球运动员。他曾代表古巴国家队参加2000年夏季奥林匹克运动会棒球比赛，结果队伍获得一枚银牌。